# Katastrofa górnicza w Somie
Katastrofa górnicza w Somie – katastrofa górnicza, która miała miejsce około godziny 15:10 czasu lokalnego 13 maja 2014 w kopalni węgla brunatnego (lignitu), znajdującej się w mieście Soma w tureckiej prowincji Manisa, około 120 km na północny wschód od Izmiru nad Morzem Egejskim. W kopalni doszło do zawału i pożaru, spowodowanych prawdopodobnie wybuchem transformatora. W wyniku katastrofy zginęło 301 górników, a 80 osób odniosło obrażenia (w tym członkowie ekipy ratunkowej). Ostatnie ciała zmarłych w wyniku katastrofy pracowników kopalni wydobyto w nocy z 16 na 17 maja. Była to najtragiczniejsza katastrofa górnicza w dziejach Turcji.  
W momencie wybuchu w kopalni znajdowało się 787 górników. Po eksplozji eksperci szacowali, że pod ziemią uwięzionych zostało wielu górników, którzy mieli przebywać w odległości wynoszącej nawet około 4 km od wejścia do kopalni, na głębokości mogącej sięgać do 2 km pod poziomem gruntu. 
Po kilku dniach, w czasie których trwała akcja ratunkowa, przedstawiciel operatora kopalni – przedsiębiorstwa Soma Komur Isletmeleri – poinformował, że udało się uratować ponad połowę z uwięzionych pod ziemią górników. W dalszym ciągu kontynuowano wysiłki zmierzające do wydobycia na powierzchnię pozostałych uwięzionych górników, ale szanse na ich uratowanie oceniano jako niewielkie.
Niedługo po tragicznym zdarzeniu na miejsce katastrofy udał się premier Republiki Tureckiej Recep Tayyip Erdoğan. W związku z katastrofą premier Turcji wprowadził trzydniową żałobę narodową.
W związku z katastrofą cztery tureckie związki zawodowe wezwały do ogólnokrajowego strajku generalnego w proteście przeciwko bardzo niskim standardom bezpieczeństwa pracy. Według działaczy związkowych uległy one dalszemu obniżeniu od czasu, kiedy kopalnia w Somie została wydzierżawiona prywatnemu przedsiębiorstwu.  

## Okoliczności katastrofy: eksplozja i pożar
Pożar w kopalni węgla brunatnego w Somie został zainicjowany w wyniku eksplozji, która miała miejsce 2 km poniżej poziomu gruntu; wybuch spowodował uszkodzenie windy kopalnianej, która przestała pracować. Eksplozja zabiła co najmniej 282 górników, raniła kolejnych kilkudziesięciu oraz uwięziła pod ziemią niemal 600 pracowników kopalni. Przeprowadzono wiele akcji ratunkowych, ratując życie kilkuset osobom. Przez wiele dni szacowano, że pod ziemią było uwięzionych ponad 100 górników, przy czym zakładano, iż niektórzy z nich znajdowali się w odległości sięgającej 4 km od wejścia do kopalni. Oceniano, że chwili eksplozji pod ziemią znajdowało się 787 górników, jednakże w związku z tym, że wydarzyła się ona w czasie zbliżonym do okresu przeprowadzania zmiany roboczej w kopalni (szychty), dokładne określenie liczby pracowników przebywających w tym czasie pod ziemią było początkowo mocno utrudnione. Bezpośrednią przyczyną śmierci większości górników było zatrucie tlenkiem węgla.  

## Tło zdarzenia
16 000 osób z około 105 000 mieszkańców dystryktu Soma jest zatrudnionych w górnictwie. Wypadki w przemyśle wydobywczym nie należą do rzadkości, ale w okolicy nigdy w historii nie wydarzyła się katastrofa o tak dużej liczbie ofiar. 
W Turcji bardzo często dochodzi do katastrof górniczych. Jednym z powodów są zaniedbania w dziedzinie bezpieczeństwa. Oficjalne statystyki wskazują, iż od 1941 roku w państwie tym zginęło ponad 3 tys. górników. Tylko w 2012 roku śmierć poniosło 78, a w 2013 – 95 górników. Najtragiczniejsza dotychczas (do czasu katastrofy górniczej w Somie) katastrofa górnicza w historii tureckiego górnictwa wydarzyła się w 1992 roku, gdy w wyniku eksplozji w kopalni położonej w okolicy miasta Zonguldak w północnej Turcji (wybrzeże Morza Czarnego) zginęło 270 osób. 
Złe warunki pracy w przemyśle wydobywczym, jak również zaniedbywanie względów bezpieczeństwa w tureckich kopalniach, są przedmiotem protestów. W listopadzie 2013 roku setki górników prowadziło strajk okupacyjny w kopalni w Zonguldak, protestując przeciwko złym warunkom pracy.
29 kwietnia 2014 roku znajdująca się w opozycji Republikańska Partia Ludowa, której 134 posłów zasiada w tureckim parlamencie (na 500 posłów w Wielkim Zgromadzeniu Narodowym Turcji), zażądała ustanowienia parlamentarnej komisji śledczej w przedmiocie bezpieczeństwa w kopalniach znajdujących się w dystrykcie Somy. Wniosek został odrzucony przez premiera Republiki Tureckiej Recepa Tayyipa Erdoğana, stojącego na czele rządzącej Partii Sprawiedliwości i Rozwoju.